# Emmanuel Ukpai
Emmanuel Ukpai (født 11. oktober 1987) er en nigeriansk fodboldspiller. Fra 2012 til 2013 spillede han for den færøske klub B68 Toftir. Han er 185 cm høj og vejer 73 kg.

## Klubber
- B68 Toftir, Færøerne (2012-2013)
- FC Fyn (2011)
- HB Køge (2011)
- Esbjerg fB (2008-2011)
- Ølstykke FC
- Boldklubben Frem
- Douane FC